# Ponte Almö
A Ponte Almö - em sueco Almöbron - foi uma ponte em arcos inaugurada em 1960, construída para ligar a ilha de Tjörn ao continente sueco. Na época de sua inauguração era a mais extensa ponte em arco do mundo. A Krupp foi a responsável pela construção da obra de arte que foi iniciada em 1956.

## Acidente
A Ponte Almö desabou às 01:30 do dia 18 de janeiro de 1980, quando o navio graneleiro MS Star Clipper embateu no arco do vão principal. A pista caiu em cima do navio, destruindo a ponte do navio, mas sem causar vítimas a bordo. A perda da ponte de comado do navio tornou a comunicação de rádio difícil, e o aviso do acidente foi feito rádio VHF portátil. Por causa do gelo, o navio foi incapaz de lançar um barco para chegar à costa e interromper o trânsito de veículos. Um nevoeiro desceu sobre a área e oito pessoas morreram quando veículos não perceberam a queda da rodovia. A estrada do lado do Tjörn foi fechada 40 minutos após o acidente. O lado continente tinha sido fechado por um motorista de caminhão que tinha observado o colapso do vão central.

## Situação atual
As grandes fundações que sustentavam o arco principal ainda existem, mas a ponte nunca foi reconstruída. Em vez disso, foi construída uma nova ponte estaiada. A Ponte de Tjörn foi construída em 17 meses e inaugurada no ano seguinte ao do acidente.